# Serrat de les Pletes
El Serrat de les Pletes és una serra situada entre els municipis d'Alòs de Balaguer i Camarasa a la comarca del Noguera, amb una elevació màxima de 1.022 metres.